# Pont alla Vittoria
Le  pont alla Vittoria (Ponte alla Vittoria) est un des ponts de Florence sur l'Arno, le premier à la hauteur du centre historique de Florence.
La première structure du pont fut construite par le grand-duc Léopold II de Toscane en 1835 en l'honneur de San Leopoldo et lui donna son nom initial de Ponte  San Leopoldo.
Il était suspendu et menait directement aux fortifications de la ville (Mura di Firenze).
Déjà à cette époque le pont avait une grosse importance commerciale puisqu'il reliait deux voies « royales », la Pisane et leLivornese avec la route qui allait vers Pistoie, le Pistoiese et, à l'intérieur de Florence, la zone industrielle du Pignone et la station ferroviaire Leopolda. En pratique il réunissait les trois importantes provinces aux  principales industries florentines, nées dans la seconde moitié du XIXe siècle, avec la mer et le fer.
Le pont suspendu en métal était orné de quatre piliers aux sommets du pont, chacun surmonté d'un lion hiératique en marbre, en style néoclassique, parfaitement en accord avec l'époque.
À la suite de modifications du pont, deux des quatre lions furent déplacés et aujourd'hui on les trouve à l'entrée du boulevard de Villa di Poggio Imperiale, près de la Porta Romana, et les autres deux ont été placés à  proximité du pont, le long du parc des Cascine.
À l'époque de sa construction, le pont représentait un poste de douane et sa traversée  exigeait un péage jusqu'à 1914 lorsque, à la suite de différentes protestations, les droits furent modifiés : gratuit pour les piétons ; volailles et cochons, un centime par tête ; cheval et vache 5 centimes ; les voitures automobiles, 40 centimes.
La Première Guerre mondiale bloqua le réfection par le projet de l'ingénieur Tognetti, pour le nouveau Ponte delle Cascine. La bataille de Vittorio Veneto permit la fin de la guerre et fut l'occasion pour reprendre les travaux  du pont, intitulé patriotiquement alla Vittoria (« à la Victoire »). Plus qu'une restructuration, il s'agit d'une nouvelle construction qui s'éleva parallèlement à la précédente, démolie après l'inauguration de la nouvelle structure en 1932.
Comme tous les ponts de Florence (excepté le Ponte Vecchio) il fut détruit pendant la retraite des troupes allemandes en 1944 et, vu sa position militaire toujours stratégique, reconstruit ensuite en béton armé, recouvert de pierre avec  parapets en bronze et à trois arches.

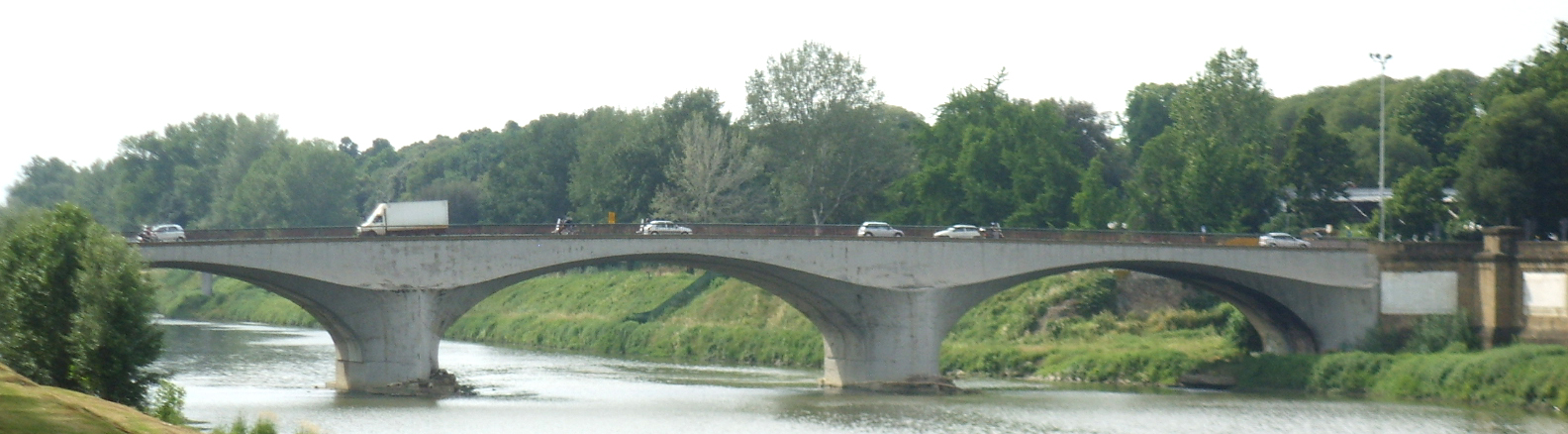

## Sources
- (it) Cet article est partiellement ou en totalité issu de l’article de Wikipédia en italien intitulé « Ponte alla Vittoria » (voir la liste des auteurs).